# Oliver de la Fuente Ramos
Oliver de la Fuente Ramos (Castilla y León, España, 8 de octubre de 1992) es un árbitro de fútbol español de la segunda división Española 

## Temporadas
Tr(Más conocida como 1.RFEF).s sólo una temporada en la categoría de bronce del fútbol español asciende a la Segunda División de España en la temporada 2015-16 a los 22 años, siendo el árbitro más joven en conseguirlo. Destaca por su juventud y por la rapidez por la que ha ido pasando por las categorías del fútbol español. Ascendiendo a Segunda División B con la edad de 21 años, y estando sólo una temporada en la categoría de bronce.
| Categoría            | País   | Año       | Partidos |
| -------------------- | ------ | --------- | -------- |
| Segunda División "B" | España | 2013-2014 | 15       |
| Segunda División     | España | 2014-     | 211      |